# Mirko Conte
Mirko Conte (Tradate, 12 agosto 1974) è un allenatore di calcio ed ex calciatore italiano, di ruolo difensore, tecnico del Sorrento.

## Caratteristiche tecniche

### Giocatore
Utilizzato a inizio carriera come terzino sia a destra che a sinistra, con compiti di marcatura delle ali avversarie, ha successivamente ricoperto il ruolo di difensore centrale.

## Carriera

### Giocatore
Cresciuto nell'Inter, nel 1993 viene ceduto in prestito al Venezia, dove gioca da titolare nel campionato di Serie B.
Tornato all'Inter, disputa l'annata 1994-1995 nella prima squadra nerazzurra, scendendo in campo venti volte. La stagione successiva passa in comproprietà al Piacenza, con cui ottiene la prima salvezza nella massima serie alternandosi a Stefano Maccoppi nel ruolo di stopper. Riscattato dagli emiliani, è titolare nel campionato 1996-1997, nel quale contribuisce a una nuova salvezza (dopo lo spareggio con il Cagliari) realizzando anche la prima rete in Serie A nella vittoria interna sull'Atalanta.
Nel settembre 1997, dopo aver giocato la prima partita di campionato nel Piacenza, viene acquistato per 3,5 miliardi di lire dal Napoli; con i partenopei è protagonista di prestazioni poco convincenti. A gennaio viene venduto al Vicenza, dove rimane per due stagioni e mezzo conquistando la promozione in Serie A nella stagione 1999-2000. È stato il primo e unico calciatore a indossare tre maglie diverse in uno stesso campionato di Serie A: nella stagione 1997-1998 ha disputato infatti una partita col Piacenza, 9 col Napoli e 10 col Vicenza. Successivamente sono state modificate le regole del calciomercato per impedire che un calciatore possa effettuare più di un cambio di casacca per stagione.
Nel 2000 Conte passa alla Sampdoria, in Serie B, voluto da Luigi Cagni che lo aveva allenato nel Piacenza. Con i blucerchiati gioca per quattro stagioni, tre in Serie B e l'ultima nella massima categoria, diventando un beniamino della tifoseria sampdoriana per le prestazioni in campo e l'attaccamento alla maglia.
In scadenza di contratto, nel 2004 passa al Messina, neopromosso in Serie A; vi rimane fino al gennaio 2005, collezionando le sue ultime 6 presenze nella massima serie (scende titolare in campo nella storica vittoria a San Siro contro il Milan il 22 settembre 2004), prima di scendere in Serie B con l'Arezzo. Rimane in Toscana per cinque stagioni, indossando anche la fascia di capitano della formazione amaranto.
Il 18 gennaio 2010 il presidente della Colligiana Giorgio Bresciani ne annuncia l'arrivo in biancorosso; disputa 7 partite nel campionato di Lega Pro Seconda Divisione 2009-2010, e al termime del campionato si svincola per l'esclusione dal campionato della società toscana. Nella stagione 2010-2011 gioca nel Città di Castello, nell'Eccellenza Umbra.
Ha disputato 131 incontri in Serie A, realizzando una rete.

### Allenatore
Terminata la carriera agonistica, inizia l'attività di allenatore guidando per un biennio la formazione Giovanissimi del Canaletto, società di La Spezia, e quindi la formazione Allievi Lega Pro del Modena per la stagione sportiva 2014-2015.
Nel febbraio 2016 assume il ruolo di allenatore in seconda della Lupa Castelli Romani, militante nel campionato di Lega Pro; a fine campionato abbandona il ruolo per diventare assistente di Andrea Manzo sulla panchina del Lugano, nel massimo campionato svizzero. Resta nel ruolo anche con il nuovo allenatore Paolo Tramezzani, e nel giugno 2017 lo segue al Sion. Nel 2018 torna a Lugano come vice di Fabio Celestini.
Nell'agosto 2020 diventa vice di Lamberto Zauli sulla panchina della Juventus U23, la seconda squadra bianconera militante nel campionato di Serie C; ricopre lo stesso ruolo anche nel successivo ciclo di Massimo Brambilla. Nel frattempo, nel settembre 2020 ottiene l'abilitazione per Allenatore Professionista di Prima Categoria - UEFA Pro.
Il 15 luglio 2024 assume la guida tecnica della Turris, militante nel girone C della Serie C. Il 17 dicembre 2024, con la squadra al terz'ultimo posto, complice  anche una penalizzazione, viene esonerato.

### Dopo il ritiro
È stato opinionista per il sito web Sampdorianews.net.

## Statistiche

### Statistiche da allenatore
Statistiche aggiornate al 17 dicembre 2024.
| Stagione        | Squadra         | Campionato      | Campionato | Campionato | Campionato | Campionato | Coppe nazionali | Coppe nazionali | Coppe nazionali | Coppe nazionali | Coppe nazionali | Coppe continentali | Coppe continentali | Coppe continentali | Coppe continentali | Coppe continentali | Altre coppe | Altre coppe | Altre coppe | Altre coppe | Altre coppe | Totale | Totale | Totale | Totale | % Vittorie | Piazzamento |
| Stagione        | Squadra         | Comp            | G          | V          | N          | P          | Comp            | G               | V               | N               | P               | Comp               | G                  | V                  | N                  | P                  | Comp        | G           | V           | N           | P           | G      | V      | N      | P      | %          | Piazzamento |
| --------------- | --------------- | --------------- | ---------- | ---------- | ---------- | ---------- | --------------- | --------------- | --------------- | --------------- | --------------- | ------------------ | ------------------ | ------------------ | ------------------ | ------------------ | ----------- | ----------- | ----------- | ----------- | ----------- | ------ | ------ | ------ | ------ | ---------- | ----------- |
| lug.-dic. 2024  | Turris          | C               | [ 21 ]     | -          | -          | -          | CI-C            | 1               | 0               | 0               | 1               | -                  | -                  | -                  | -                  | -                  | -           | -           | -           | -           | -           | 1      | 0      | 0      | 1      | &0,00      | Eson.       |
| 2025-2026       | Sorrento        | C               | 0          | 0          | 0          | 0          | CI-C            | 1               | 0               | 1               | 0               | -                  | -                  | -                  | -                  | -                  | -           | -           | -           | -           | -           | 1      | 0      | 1      | 0      | &0,00      | in corso    |
| Totale carriera | Totale carriera | Totale carriera | 0          | 0          | 0          | 0          |                 | 2               | 0               | 1               | 1               |                    | -                  | -                  | -                  | -                  |             | -           | -           | -           | -           | 2      | 0      | 1      | 1      | 0,00       |             |

## Palmarès

### Giocatore

#### Club
- Campionato italiano di Serie B: 1

Vicenza: 1999-2000